# Willi Gutmann

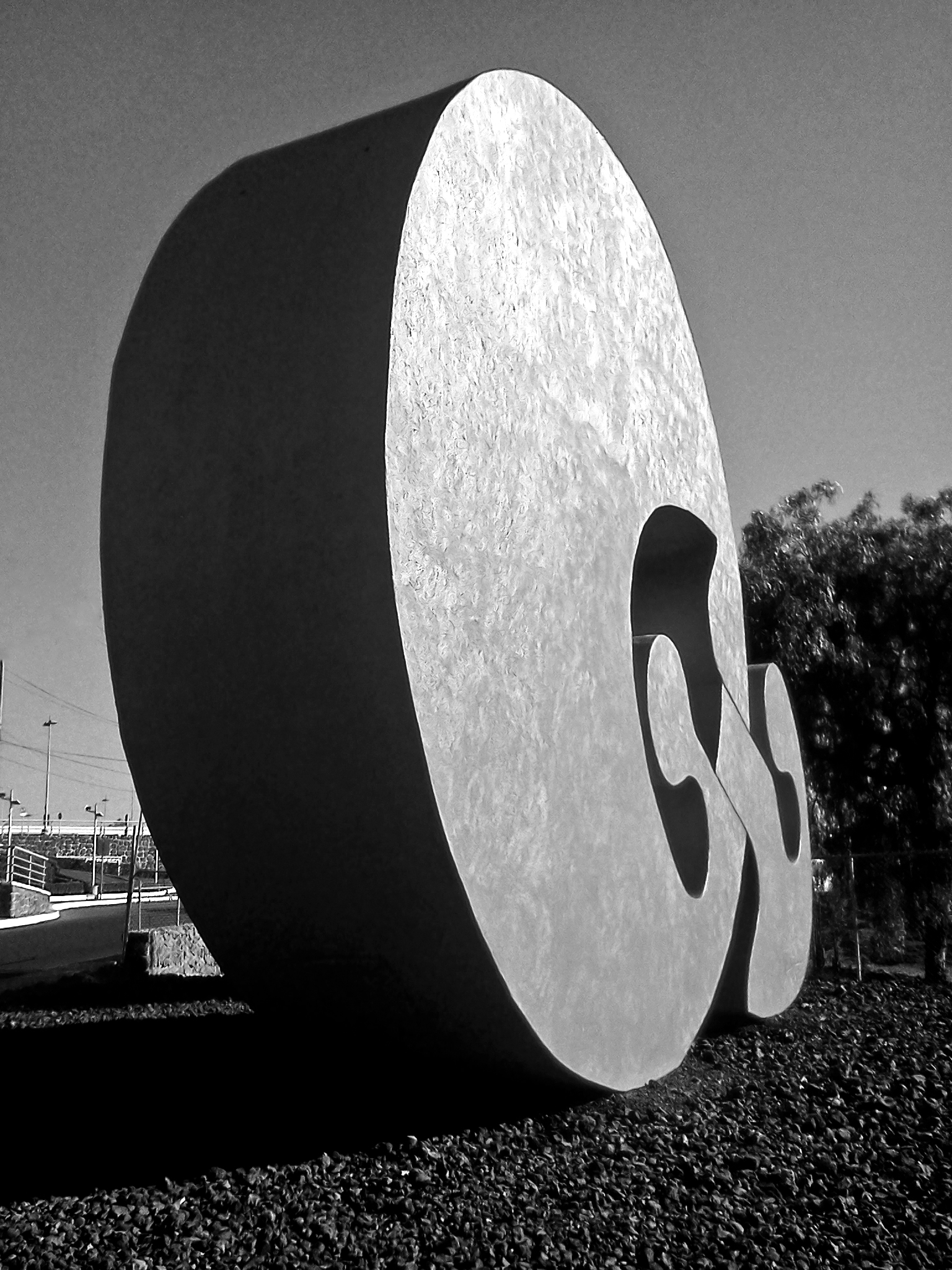
Willi Gutmann: El ancla. («Der Anker») Ruta de la Amistad, Mexico-Stadt

Willi Gutmann (* 2. Dezember 1927 in  Dielsdorf, Kanton Zürich; † 21. Februar 2013 in Oberhasli, Kanton Zürich) war ein Schweizer Bildhauer.

## Leben und Wirken
Willi Gutmann begann seine Karriere als Architekt und Designer, wechselte jedoch ab 1965 zum Beruf des Bildhauers. Für die meisten seiner Skulpturen verwendete Gutmann Metalle und Legierungen, die er auf verschiedene Weise transformierte. Gutmann spezialisierte sich auf Monumentalskulpturen, die auf unzusammenhängende, beweglichen Körper basierten. Gutmann-Skulpturen sind in den USA, in Mexiko, Kanada, Japan und europaweit aufgestellt.
Gutmann vertrat die Schweiz bei der Route of Friendship anlässlich der Olympischen Sommerspiele 1968  in Mexiko-Stadt. Sein Werk Twin Circles Geared Together ist in der Mervis Hall der University of Pittsburgh ausgestellt. Sein Werk Big Orange ist an der University of Houston ausgestellt. Die grösste seiner Skulpturen, Two Columns with Wedge («Zwei Säulen mit Keil») von 1971, ist 24 Meter hoch und befindet sich im «Embarcadero Center» in San Francisco.

## Ehrungen
- 2007: Staudinger-Durrer-Medaille des Departements für Materialwissenschaft an der ETH Zürich[5]